# Katrin Rutschow-Stomporowski
Katrin Rutschow-Stomporowski, née le 2 avril 1975 à Waren, est une rameuse allemande.

## Palmarès

### Jeux olympiques d'été
- Médaille d'or en skiff aux Jeux olympiquesde 2004 à Athènes,  Grèce
- Médaille d'or en quatre de couple aux Jeux olympiques de 1996 à Atlanta,  États-Unis
- Médaille de bronze en skiff aux Jeux olympiques de 2000 à Sydney,  Australie

### Championnats du monde
- Médaille d'or en skiff aux Championnats du monde 2001 à Lucerne,  Suisse
- Médaille d'or en quatre de couple aux Championnats du monde 1995 à Tampere,  Finlande
- Médaille d'or en quatre de couple aux Championnats du monde 1994 à Indianapolis,  États-Unis
- Médaille d'argent en skiff aux Championnats du monde 2003 à Turin,  Italie
- Médaille d'argent en skiff aux Championnats du monde 1999 à Saint Catharines,  Canada
- Médaille d'argent en skiff aux Championnats du monde 1998 à Cologne,  Allemagne
- Médaille de bronze en skiff aux Championnats du monde 2002 à Séville,  Espagne